# Scott Tiffoney
Scott Tiffoney (* 26. August 1998 in Glasgow) ist ein schottischer Fußballspieler, der beim FC Kilmarnock unter Vertrag steht.

## Karriere
Scott Tiffoney startete seine Laufbahn beim FC St. Mirren in Paisley, etwa 10 Kilometer westlich von seiner Geburtsstadt Glasgow entfernt. Danach war er bis zum Jahr 2016 in der Jugend von Greenock Morton aktiv. Am 16. Juli 2016 debütierte er in der ersten Mannschaft von Morton im Ligapokal gegen die Albion Rovers. Für den Zweitligisten spielte er einen Monat später erstmals auch in der Liga. Im weiteren Saisonverlauf 2016/17 wurde Tiffoney an den schottischen Viertligisten FC Clyde verliehen. Zwei Jahre später, im Januar 2019 wechselte der Außenspieler zum FC Livingston.